# خطماء
الخطماء (الاسم العلمي: Trombicula) هي جنس من الحيوانات يتبع الفصيلة الخطميات من رتبة خطميات الشكل.

## أنواع الخطماء
يضم جنس الخطماء 16 نوعا مسجلا في أمريكا الشمالية:
- خطماء ألفريد دوجيس
- خطماء جيمسونية
- خطماء خريفية
- خطماء شوكية
- خطماء قزمة
- (الاسم العلمي:Trombicula acuitlapanensis)
- (الاسم العلمي:Trombicula boneti)
- (الاسم العلمي:Trombicula formicarum)
- (الاسم العلمي:Trombicula geniticula)
- (الاسم العلمي:Trombicula halidasys)
- (الاسم العلمي:Trombicula imperfecta)
- (الاسم العلمي:Trombicula jonesae)
- (الاسم العلمي:Trombicula nagayoi)
- (الاسم العلمي:Trombicula patrizii)
- (الاسم العلمي:Trombicula tecta)
- (الاسم العلمي:Trombicula zeta)
- (الاسم العلمي:Trombicula batatas)
- (الاسم العلمي:Trombicula hirsti)